# Catasticta philone
Catasticta philone är en fjärilsart som först beskrevs av Felder 1865.  Catasticta philone ingår i släktet Catasticta och familjen vitfjärilar.
Artens utbredningsområde är Ecuador. Inga underarter finns listade i Catalogue of Life.